# Peter Lely

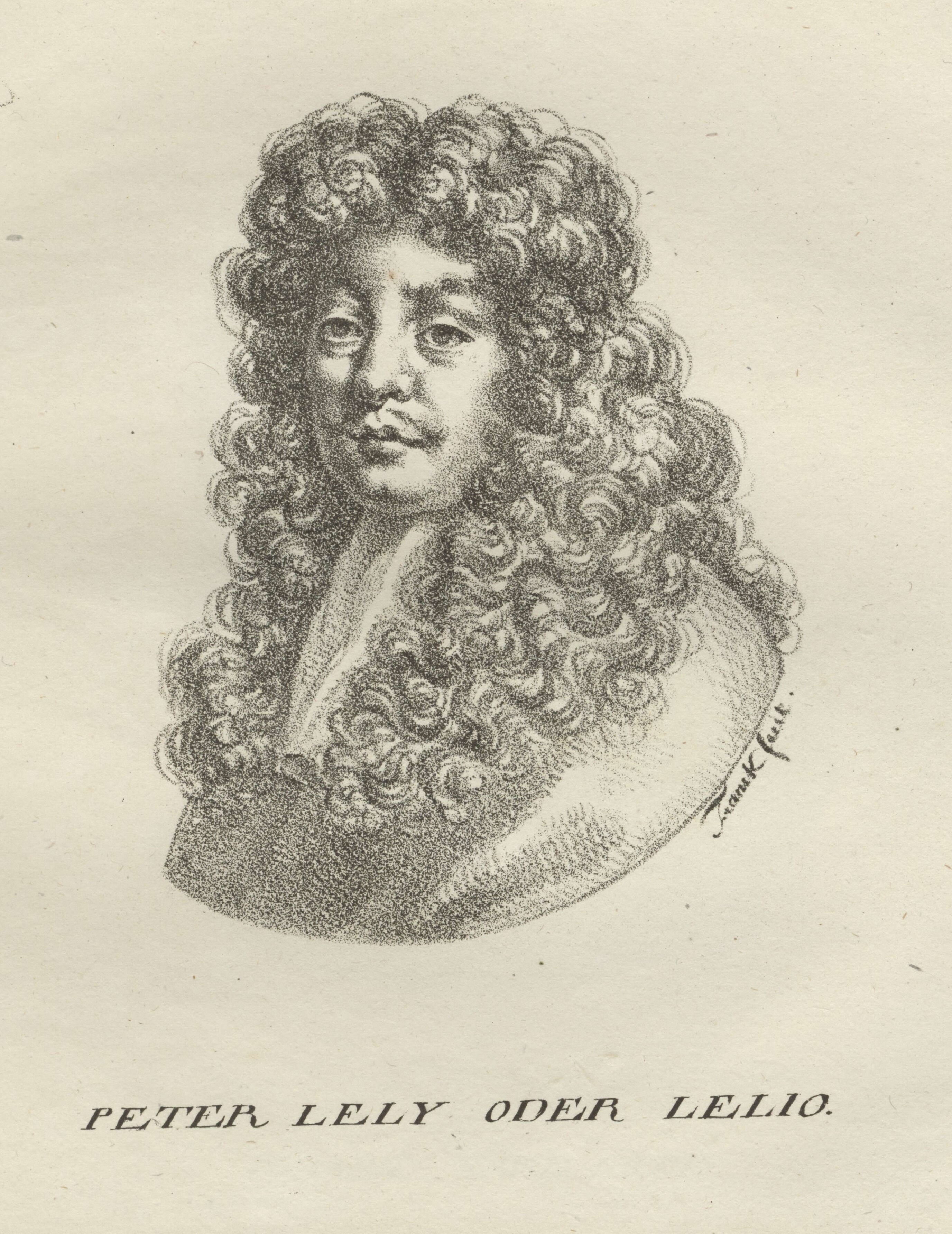
Porträt (Lithografie aus der Künstler-Galerie von Maximilian Franck 1818)

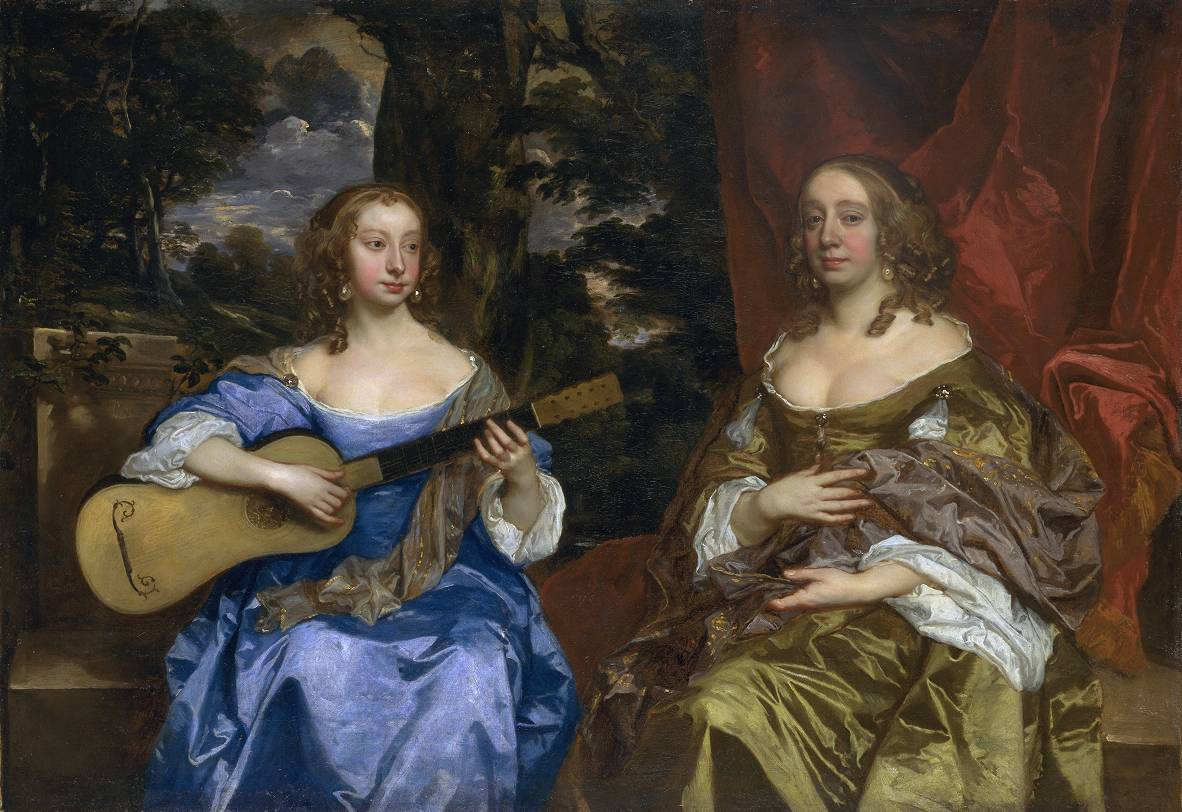
Zwei Damen der Familie Lake, um 1650

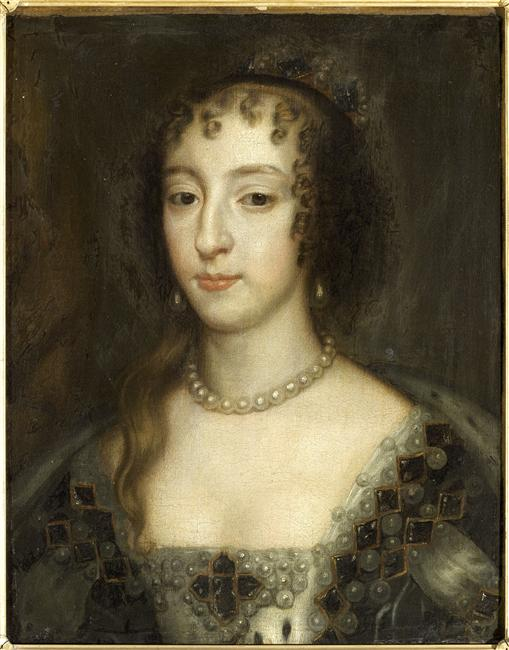
Henrietta Maria von Frankreich, 1660

Sir Peter Lely (eigentlich Pieter van der Faes, * 14. September 1618 im westfälischen Soest; † 30. November 1680 in London) war ein englischer Maler niederländischer Herkunft.

## Leben
Mit 19 Jahren wurde Lely 1637 Schüler bei Pieter de Grebber in Haarlem. Mit Bürgschaft seines Lehrers de Grebber konnte er auch der Lukasgilde beitreten. 
1643 ließ sich Lely in England nieder und ging 1647 nach London. Schon bald war er überall im Gespräch, da er seine Porträts ganz im Stil Anthonis van Dycks gestaltete. Da letzterer vor einigen Jahren gestorben war, schloss Lely mit seinen Bildern eine große Lücke. Darum wurde Lely wahrscheinlich auch die Mitgliedschaft der altehrwürdigen Company of Painter Stainers angeboten.
Mit der Zeit wurde Lely, zusammen mit William Dobson, einer der führenden Porträtisten der englischen Revolution unter Oliver Cromwell und der nachfolgenden Herrscher. 1651 bewarb sich Lely für die Gestaltung verschiedener Wandmalereien in Whitehall. 
Zehn Jahre später berief König Karl II. Lely zu seinem offiziellen Hofmaler. Ein Jahr später, 1662, wurde Lely die britische Staatsbürgerschaft verliehen. In den Jahren 1666 bis 1667 schuf Lely für Anne Hyde eine Serie von Porträts verschiedener Hofdamen; heute noch bekannt unter dem Titel The Windsor Beauties. Fast zeitgleich entstand eine weitere Porträtserie von Admirälen,  The Flagmen.
Am 11. Januar 1680 wurde Lely von König Karl II. persönlich zum Knight Bachelor („Sir“) geschlagen. Ein Jahr später starb Sir Peter Lely im Alter von 62 Jahren.
Nach seiner stark niederländisch beeinflussten Phase gelangte Lely im Alter zu einer gelösten freien Maltechnik. Lely hatte viele Schüler, darunter Nicolas de Largillière.